# Baron Magheramorne

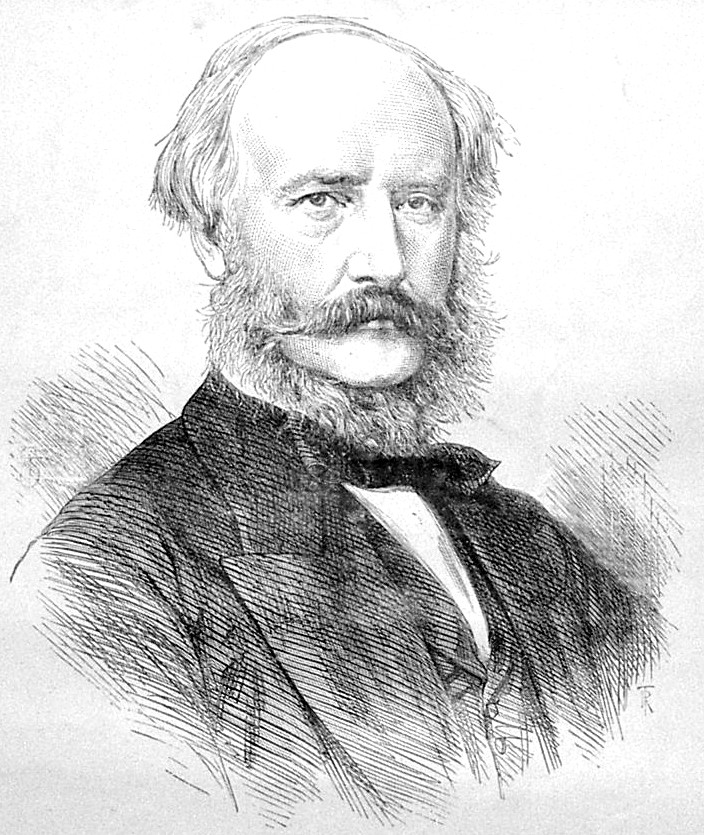
James McGarel-Hogg, 1. Baron Magheramorne

Baron Magheramorne, of Magheramorne in the County of Antrim war ein erblicher britischer Adelstitel in der Peerage of the United Kingdom.
Der Titel wurde am 5. Juli 1887 für den Vorstand des Metropolitan Board of Works Sir James McGarel-Hogg, 2. Baronet geschaffen. Dieser hatte bereits 1876 von seinem Vater Titel Baronet, of Upper Grosvenor Street in the County of London, geerbt, der diesem am 20. Juli 1846 in der Baronetage of the United Kingdom verliehen worden war. Beim kinderlosen Tod seines dritten Sohnes, des 4. Barons, am 21. April 1957 erlosch die Baronie. Die Baronetcy fiel hingegen an einen Großneffen des 1. Barons und existiert bis heute.

## Liste der Barone Magheramorne (1887)
- James McGarel-Hogg, 1. Baron Magheramorne (1823–1890)
- James McGarel-Hogg, 2. Baron Magheramorne (1861–1903)
- Dudley McGarel-Hogg, 3. Baron Magheramorne (1863–1946)
- Ronald McGarel-Hogg, 4. Baron Magheramorne (1865–1957)